# Heeresgruppe C
Heeresgruppe C var betegnelsen på en tysk armégruppe under 2. verdenskrig. 
Heeresgruppe C optrådte to gange som betegnelse under krigen. 

## Vestfronten
Den første Heeresgruppe C blev oprettet den 26. august 1939 med udgangspunkt i Heeresgruppenkommando 2 i Frankfurt am Main. I starten havde armégruppen kommandoen over alle enheder på Vestfronten, men efter afslutningen af Felttoget i Polen blev det indskrænket til kun at være enhederne på den sydlige del af Vestfronten. 
Det lykkedes for Heeresgruppe C at gennembryde Maginot-linjen under slaget om Frankrig i juni 1940. Heeresgruppe C bestod af 19 divisioner under general von Leeb Efter afslutningen af felttoget i Frankrig blev armégruppen i første omgang sendt tilbage til Tyskland, hvor den den 20. april 1941 blev overført til Østpreussen under dæknavnet "Abschnittsstab Ostpreußen". Den 21. juni 1941 fik den navneforandring til Heeresgruppe Nord. 
- Heeresgruppe C / Nord / Kurland
- Heeresgruppe C als Oberbefehlshaber Südwest

## Italien
Den anden armégruppe med dette bogstav blev oprettet i 1943 i Italien. Efter at Italiens diktator Benito Mussolini var blevet styrtet den 25. juli 1943 og den nye regering under marskal Pietro Badoglio havde kapituleret til de Allierede den 8. september blev Italien besat af tyske tropper, og der blev dannet en front mod de Allierede. I starten blev de tyske tropper fra 26. juli 1943 underlagt Oberbefehlshaber Süd; men den 26. november 1943 blev dette til Heeresgruppe C. 
Heeresgruppe C blev den første armégruppe som overgav sig til de Allierede. Officielt skete det den 2. maj 1945, men allerede den 29. april havde generaloberst von Vietinghoff uden tilladelse fra OKW underskrevet kapitulationen, som i starten måtte holdes hemmelig. 

## Øverstbefalende
- 26. august 1939 Wilhelm Ritter von Leeb
- 21. november 1943 Albert Kesselring
- 10. marts 1945 Heinrich von Vietinghoff (stedfortræder 26. oktober 1944 – 15. januar 1945)

## Sammensætning
Direkte underlagt armegruppen
- Heeresgruppen-Nachrichten-Regiment 639 (1. Aufstellung)
- Heeresgruppen-Nachrichten-Regiment 598 (2. Aufstellung)

Underordnede enheder
| Dato           | Underordnede armeer                              |
| -------------- | ------------------------------------------------ |
| 1939           |                                                  |
| September 1939 | 7. Armee, 1. Armee, 5. Armee, Armee-Abteilung A  |
| Oktober 1939   | 7. Armee, 1. Armee                               |
| 1940           |                                                  |
| Juli 1940      | 1. Armee, 12. Armee, 2. Armee                    |
| September 1940 | 7. Armee, 6. Armee, 2. Armee. 1. Armee           |
| November 1940  | 2. Armee, 11. Armee                              |
| December 1940  | 2. Armee, 11. Armee, Panzergruppe 3              |
| 1941           |                                                  |
| April 1941     | 11. Armee, Panzergruppe 3                        |
| Maj 1941       | 18. Armee, 16. Armee, Panzergruppe 4             |
| 1943           |                                                  |
| December 1943  | 10. Armee, 14. Armee                             |
| 1944           |                                                  |
| April 1944     | 10. Armee, 14. Armee, Armee-Abteilung von Zangen |
| August 1944    | 10. Armee, 14. Armee, Armee Ligurien             |
| November 1944  | 10. Armee, Armeegruppe Ligurien                  |
| 1945           |                                                  |
| Marts 1945     | 10. Armee, 14. Armee, Armee Ligurien             |

## Eksterne kilder
- Lexikon der Wehrmacht